# Say U Love Me
《Say U Love Me》是香港歌手蔡立的第五張大碟，在1991年3月13日推出。專輯中的《請你不要這樣》是她首次演唱國語作品，這也是她在首張大碟《希望》中的《怎麼》之國語版本。

## 曲目
| 曲序 | 曲名          | 曲                       | 詞     | 編曲            | 附註                                                                       |
| 01   | 沙漠的我      | 樋口康雄                 | 周禮茂 | C.Y.Kong        | 改編自Anna Banana《金色のペルシャ》                                        |
| 02   | 感激          | 中村步美（）             | 周禮茂 | 蘇德華          | 改編自中村步美《長い夜》                                                   |
| 03   | Say U Love Me | 黃尚偉                   | 吳旅榮 | 黃尚偉 C.Y.Kong | 第一主打 改編自韋綺姍《Say You Love Me》                                   |
| 04   | 不再悲傷      | 區新明                   | 郭啟華 | 區新明 黃偉年   |                                                                            |
| 05   | 生有可戀      | 黃尚偉                   | 勞雙恩 | 黃尚偉          |                                                                            |
| 06   | 欠你這一世    | Thomass Ball Linda Crood | 周禮茂 | 黃尚偉          | 第二主打 同曲曲目：草蜢《You Are Everything》 無線電視劇《閉門一家千》插曲 |
| 07   | 忘了他        | 林志美                   | 王書權 | 黃尚偉          |                                                                            |
| 08   | 請你不要這樣  | Peter De Wijn            | 潘偉源 | 黃尚偉          | 粵語原曲為《怎麼》                                                         |
| 09   | 過界          | 井上能征                 | 因葵   | C.Y.Kong        | 改編自Anna Banana《野生の音》                                              |
| 10   | 為何又再見    | 王傑                     | 潘偉源 | 黃尚偉          |                                                                            |

## 唱片版本
- CD版
- LP版
- 錄音帶版
- 復刻金CD版